# Lijst van drukste havens in Europa
De onderstaande tabel is een lijst van de twintig drukste havens in Europa. De haven van Rotterdam, die hier op de 1e plaats staat, staat wereldwijd op de 10e plaats wat betreft vrachttonnage. In de berekening geldt voor veerboten dat transportvoertuigen zoals zware vrachtwagens, worden meegerekend met hun volledige gewicht. Personenauto's worden niet als vracht gerekend.
| Haven                      | Land                | Stad/Steden             | Waterlichaam     | Tonnen      | Jaar |
| -------------------------- | ------------------- | ----------------------- | ---------------- | ----------- | ---- |
| Haven van Rotterdam        | Nederland           | Rotterdam               | Noordzee         | 438.800.000 | 2023 |
| Haven van Antwerpen-Brugge | BEL                 | Antwerpen, Brugge       | Noordzee         | 271.000.000 | 2023 |
| Haven van Novorossiysk     | RUS                 | Novorossiysk            | Zwarte Zee       | 161.400.000 | 2023 |
| Haven van Hamburg          | GER                 | Hamburg                 | Noordzee         | 114.300.000 | 2023 |
| Haven van Oest-Loega       | RUS                 | Oest-Loega              | Oostzee          | 112.500.000 | 2023 |
| Haven van Algeciras        | ESP                 | Algeciras               | Middellandse Zee | 107.000.000 | 2022 |
| Haven van Constanța        | ROU                 | Constanța               | Zwarte Zee       | 92.500.000  | 2023 |
| HAROPA Port                | FRA                 | Le Havre, Rouen, Parijs | Het Kanaal       | 81.300.000  | 2023 |
| Haven van Gdańsk           | Polen               | Gdańsk                  | Oostzee          | 81.000.000  | 2023 |
| Haven van Valencia         | ESP                 | Valencia                | Middellandse Zee | 76.746.424  | 2023 |
| Haven van Marseille        | FRA                 | Marseille               | Middellandse Zee | 72.000.000  | 2023 |
| Haven van Barcelona        | ESP                 | Barcelona               | Middellandse Zee | 64.000.000  | 2023 |
| Haven van Primorsk         | RUS                 | Primorsk                | Oostzee          | 63.100.000  | 2023 |
| Haven van Amsterdam        | Nederland           | Amsterdam               | Noordzee         | 63.000.000  | 2023 |
| Haven van Bergen           | NOR                 | Bergen                  | Noordzee         | 59.492.185  | 2022 |
| Haven van Moermansk        | RUS                 | Moermansk               | Barentszzee      | 57.800.000  | 2023 |
| Haven van Triëst           | ITA                 | Trieste                 | Middellandse Zee | 55.600.000  | 2023 |
| Haven van Londen           | Verenigd Koninkrijk | Londen                  | Noordzee         | 54.880.000  | 2022 |
| Havan van Immingham        | Verenigd Koninkrijk | Immingham, Grimsby      | Noordzee         | 50.166.000  | 2022 |
| Haven van Sint-Petersburg  | RUS                 | Sint-Petersburg         | Oostzee          | 49.600.000  | 2023 |

## Drukste containerhavens
In de onderstaande tabel staan de 20 drukste containerhavens van Europa vermeld, waarbij het aantal containers in TEU wordt geteld.
| Haven                      | Land                | Stad/Steden             | Waterlichaam       | Containers TEU | Jaar |
| -------------------------- | ------------------- | ----------------------- | ------------------ | -------------- | ---- |
| Haven van Rotterdam        | Nederland           | Rotterdam               | Noordzee           | 13.400.000     | 2023 |
| Haven van Antwerpen-Brugge | BEL                 | Antwerpen, Brugge       | Noordzee           | 12.500.000     | 2023 |
| Haven van Hamburg          | GER                 | Hamburg                 | Noordzee           | 7.700.000      | 2023 |
| Haven van Valencia         | ESP                 | Valencia                | Middellandse Zee   | 5.035.000      | 2022 |
| Haven van Algeciras        | ESP                 | Algeciras               | Middellandse Zee   | 4.800.000      | 2022 |
| Bremerhaven                | GER                 | Bremen                  | Noordzee           | 4.604.000      | 2022 |
| Haven van Piraeus          | GRE                 | Piraeus                 | Middellandse Zee   | 4.462.000      | 2022 |
| Haven van Gioia Tauro      | ITA                 | Gioia Tauro             | Middellandse Zee   | 3.474.000      | 2022 |
| Haven van Barcelona        | ESP                 | Barcelona               | Middellandse Zee   | 3.300.000      | 2023 |
| Haven van Felixstowe       | Verenigd Koninkrijk | Felixstowe              | Noordzee           | 3.297.000      | 2022 |
| HAROPA Port                | FRA                 | Le Havre, Rouen, Parijs | Het Kanaal         | 2.630.000      | 2023 |
| Haven van Genua            | ITA                 | Genua                   | Middellandse Zee   | 2.621.000      | 2022 |
| Haven van Gdańsk           | POL                 | Gdańsk                  | Oostzee            | 2.050.000      | 2023 |
| Haven van Londen           | Verenigd Koninkrijk | Londen                  | Noordzee           | 1.964.000      | 2022 |
| Haven van Southampton      | Verenigd Koninkrijk | Londen                  | Het Kanaal         | 1.736.000      | 2022 |
| Haven van Sines            | POR                 | Sines                   | Atlantische Oceaan | 1.663.000      | 2022 |
| Haven van Marseille        | FRA                 | Marseille               | Middellandse Zee   | 1.522.000      | 2022 |
| Haven van Las Palmas       | ESP                 | Las Palmas              | Atlantische Oceaan | 1.124.000      | 2022 |
| Haven van Klaipeda         | Litouwen            | Klaipeda                | Oostzee            | 1.050.804      | 2023 |
| Haven van La Spezia        | ITA                 | La Spezia               | Middellandse Zee   | 1.012.000      | 2022 |

## Drukste passagiershavens
De onderstaande tabel bevat een lijst van de 20 drukste passagiershavens in Europa. 
| Haven                            | Land | Stad/Steden            | Waterlichaam       | Passagiers | Jaar |
| -------------------------------- | ---- | ---------------------- | ------------------ | ---------- | ---- |
| Haven van Messina                | ITA  | Messina                | Middellandse Zee   | 9.412.000  | 2022 |
| Haven van Reggio                 | ITA  | Reggio Calabria        | Middellandse Zee   | 8.837.000  | 2022 |
| Haven van Helsinki               | FIN  | Helsinki               | Oostzee            | 8.442.649  | 2023 |
| Haven van Piraeus                | GRE  | Piraeus                | Middellandse Zee   | 8.271.000  | 2022 |
| Haven van Tallinn                | EST  | Tallinn                | Oostzee            | 8.080.796  | 2023 |
| Haven van Mallorca               | ESP  | Palma                  | Middellandse Zee   | 7.680.000  | 2022 |
| Haven van Stockholm              | SWE  | Stockholm              | Oostzee            | 7.220.000  | 2023 |
| Haven van Paloukia-Salamina      | GRE  | Paloukia, Salamis      | Middellandse Zee   | 7.093.000  | 2022 |
| Haven van Perama                 | GRE  | Perama                 | Middellandse Zee   | 7.093.000  | 2022 |
| Haven van Helsingborg            | SWE  | Helsingborg            | Sont               | 6.369.304  | 2023 |
| Haven van Helsingør              | DEN  | Helsingør              | Sont               | 6.268.000  | 2022 |
| Haven van Mġarr                  | MLT  | Mġarr                  | Middellandse Zee   | 5.695.000  | 2022 |
| Haven van Naples                 | ITA  | Naples                 | Middellandse Zee   | 5.456.000  | 2022 |
| Haven van Santa Cruz de Tenerife | ESP  | Santa Cruz de Tenerife | Atlantische Oceaan | 5.405.000  | 2022 |
| Haven van Ċirkewwa               | MLT  | Ċirkewwa               | Middellandse Zee   | 5.219.000  | 2022 |
| Haven van Calais                 | FRA  | Calais                 | Het Kanaal         | 5.142.000  | 2022 |
| Haven van Puttgarden             | GER  | Puttgarden             | Oostzee            | 4.917.000  | 2022 |
| Haven van Split                  | CRO  | Split                  | Middellandse Zee   | 4.711.000  | 2022 |
| Haven van Rødbyhavn              | DEN  | Rødbyhavn              | Oostzee            | 4.519.000  | 2022 |
| Haven van Algeciras              | ESP  | Algeciras              | Middellandse Zee   | 4.423.000  | 2022 |